# Női kajak négyes 500 méter a 2004. évi nyári olimpiai játékokon
Itt található a 2004. évi nyári olimpiai játékok kajak-kenu versenyein, a női kajak négyesek 500 méteres számának eredményei.
Tíz nemzet, összesen negyven versenyzője vett részt a viadalon.
Az előfutamokat augusztus 23-án, a középfutamot augusztus 25-én, a döntőt pedig augusztus 27-én rendezték az athéni Szkíniasz evezős és kajak-kenu központban.

## Versenyidőpontok
Minden időpont helyi, athéni (UTC+3) idő szerint van megadva.
A futam után zárójelben lévő szám jelzi, hogy a teljes olimpiai kajak-kenu versenysorozatban az adott futam hanyadik volt.
| Dátum                       | Kezdési időpont | Futam                       |
| --------------------------- | --------------- | --------------------------- |
| 2004. augusztus 23., hétfő  | 9:30            | Első előfutam (7. futam)    |
| 2004. augusztus 23., hétfő  | 9:40            | Második előfutam (8. futam) |
| 2004. augusztus 25., szerda | 9:10            | Középfutam (36. futam)      |
| 2004. augusztus 27., péntek | 9:20            | Döntő (53. futam)           |

## Érmesek
A német négyes sorrendben harmadszor lett olimpiai bajnok. A magyar hajó sorrendben másodszor is ezüstérmes lett.
A magyar csapat eltérő háttérszínnel kiemelve.
| Arany                                                                                 | Ezüst                                                                             | Bronz                                                                                     |
| ------------------------------------------------------------------------------------- | --------------------------------------------------------------------------------- | ----------------------------------------------------------------------------------------- |
| Németország (GER) · Birgit Fischer · Maike Nollen · Katrin Wagner · Carolin Leonhardt | Magyarország (HUN) · Kovács Katalin · Szabó Szilvia · Viski Erzsébet · Bóta Kinga | Ukrajna (UKR) · Inna Oszipenko · Tetyana Szemikina · Hanna Balabanova · Olena Cserevatova |

## Eredmények
Az alábbi táblázatok a hivatalos jegyzőkönyv alapján készültek (lásd Források).
A nevek a hajóban lévő beülési sorrend alapján vannak megadva, azaz elsőként a hajóban legelöl ülő úgynevezett vezérevezős, majd sorrendben a mögötte ülők.
Az Eredmény oszlop két, 250 méteres részre van bontva. A pályán itt voltak úgynevezett mérési pontok. Egy-egy csapat eredményénél a sorok a következőket jelentik:
1. sor: az adott táv teljesítésekor elért összeredmény, zárójelben az akkori helyezéssel. Az első oszlopban másodperc alakban, a továbbiakban pedig perc:másodperc alakban.
2. sor: az adott táv 250 méteres részeredménye, zárójelben az adott 250 méteres szakaszban elért helyezés. Az első oszlop természetszerűleg azért üres, mert megegyezik az 1. sorban lévő eredménnyel.
3. sor: másodperc alakban jelzi, hogy az adott csapat mekkora távolságra volt a megfelelő mérési pontnál elsőként áthaladó nemzethez képest. Természetesen egy-egy oszlopban kizárólag akkor van beírva idő, ha annál a mérési pontnál nem az adott nemzet volt az első helyen.
A Kvalifikáció oszlopban az alábbi három rövidítés található:
- QF: a csapat bejutott a döntőbe
- QS: a csapat bejutott a középfutamba
- X: a csapat kiesett

### Előfutamok
Az előfutamok első három helyezettjei automatikusan a döntőbe jutottak. A többi négy csapat a középfutamba került. Az előfutamokból senki nem esett ki.

#### Első előfutam
| Helyezés | Pálya | Nemzet                 | Rajtszám | Név               | Eredmény | Eredmény | Eredmény | Eredmény | Kvalifikáció |
| Helyezés | Pálya | Nemzet                 | Rajtszám | Név               | 250m     | 250m     | 500m     | 500m     | Kvalifikáció |
| -------- | ----- | ---------------------- | -------- | ----------------- | -------- | -------- | -------- | -------- | ------------ |
| 1.       | 6.    | Németország (GER)      | 110      | Birgit Fischer    | 45,08    | (1)      | 1:31,606 | (1)      | QF           |
| 1.       | 6.    | Németország (GER)      | 112      | Maike Nollen      |          |          | 46,526   | (4)      | QF           |
| 1.       | 6.    | Németország (GER)      | 115      | Katrin Wagner     |          |          |          |          | QF           |
| 1.       | 6.    | Németország (GER)      | 111      | Carolin Leonhardt |          |          |          |          | QF           |
| 2.       | 5.    | Magyarország (HUN)     | 127      | Kovács Katalin    | 46,11    | (2)      | 1:32,298 | (2)      | QF           |
| 2.       | 5.    | Magyarország (HUN)     | 128      | Szabó Szilvia     |          |          | 46,188   | (3)      | QF           |
| 2.       | 5.    | Magyarország (HUN)     | 129      | Viski Erzsébet    | 1,03     |          | 0,692    |          | QF           |
| 2.       | 5.    | Magyarország (HUN)     | 130      | Bóta Kinga        |          |          |          |          | QF           |
| 3.       | 4.    | Kína (CHN)             | 60       | Xu Linbei         | 48,36    | (4)      | 1:34,206 | (3)      | QF           |
| 3.       | 4.    | Kína (CHN)             | 57       | Zhong Hongyan     |          |          | 45,846   | (2)      | QF           |
| 3.       | 4.    | Kína (CHN)             | 61       | He Jing           | 3,28     |          | 2,600    |          | QF           |
| 3.       | 4.    | Kína (CHN)             | 55       | Gao Yi            |          |          |          |          | QF           |
| 4.       | 3.    | Ausztrália (AUS)       | 5        | Chantal Meek      | 46,98    | (3)      | 1:35,078 | (4)      | QS           |
| 4.       | 3.    | Ausztrália (AUS)       | 6        | Amanda Rankin     |          |          | 48,098   | (5)      | QS           |
| 4.       | 3.    | Ausztrália (AUS)       | 7        | Kate Barclay      | 1,90     |          | 3,472    |          | QS           |
| 4.       | 3.    | Ausztrália (AUS)       | 8        | Lisa Oldenhof     |          |          |          |          | QS           |
| 5.       | 7.    | Egyesült Államok (USA) | 238      | Carrie Johnson    | 51,77    | (5)      | 1:36,994 | (5)      | QS           |
| 5.       | 7.    | Egyesült Államok (USA) | 229      | Kathryn Colin     |          |          | 45,224   | (1)      | QS           |
| 5.       | 7.    | Egyesült Államok (USA) | 230      | Lauren Spalding   | 6,69     |          | 5,388    |          | QS           |
| 5.       | 7.    | Egyesült Államok (USA) | 231      | Marie Mijalis     |          |          |          |          | QS           |

| Hivatalos személyek | Hivatalos személyek       | Hivatalos személyek | Hivatalos személyek         |
| ------------------- | ------------------------- | ------------------- | --------------------------- |
| Versenyigazgató:    | Frank Garner (kanadai)    | Pályabíró:          | Charalampos Vlachos (görög) |
| Indítóbíró:         | Jean Louis Oyon (francia) | Pályabíró:          | Vaskuti István (magyar)     |
|                     |                           | Vezető célbíró:     | Onorato Lanza (olasz)       |

| Időjárási viszonyok  | Időjárási viszonyok | Időjárási viszonyok | Időjárási viszonyok | Időjárási viszonyok | Időjárási viszonyok |
| -------------------- | ------------------- | ------------------- | ------------------- | ------------------- | ------------------- |
| Levegő hőmérséklete: | 25,0 °C             | Szélerősség:        | 4,7 / 3,1 m/s       | Szélirány:          |                     |
| Víz hőmérséklete:    | 27,5 °C             | Körülmények:        | napos               | Szélirány:          |                     |
| Páratartalom:        | 50,0%               |                     |                     | Szélirány:          |                     |

#### Második előfutam
| Helyezés | Pálya | Nemzet              | Rajtszám | Név                      | Eredmény | Eredmény | Eredmény | Eredmény | Kvalifikáció |
| Helyezés | Pálya | Nemzet              | Rajtszám | Név                      | 250m     | 250m     | 500m     | 500m     | Kvalifikáció |
| -------- | ----- | ------------------- | -------- | ------------------------ | -------- | -------- | -------- | -------- | ------------ |
| 1.       | 5.    | Lengyelország (POL) | 163      | Karolina Sadalska        | 45,99    | (1)      | 1:31,949 | (1)      | QF           |
| 1.       | 5.    | Lengyelország (POL) | 164      | Joanna Skowroń           |          |          | 45,959   | (1)      | QF           |
| 1.       | 5.    | Lengyelország (POL) | 165      | Małgorzata Czajczyńska   |          |          |          |          | QF           |
| 1.       | 5.    | Lengyelország (POL) | 166      | Aneta Białkowska         |          |          |          |          | QF           |
| 2.       | 3.    | Ukrajna (UKR)       | 223      | Inna Oszipenko-Radomszka | 46,22    | (2)      | 1:33,057 | (2)      | QF           |
| 2.       | 3.    | Ukrajna (UKR)       | 224      | Tetyana Szemikina        |          |          | 46,837   | (4)      | QF           |
| 2.       | 3.    | Ukrajna (UKR)       | 225      | Hanna Balabanova         | 0,23     |          | 1,108    |          | QF           |
| 2.       | 3.    | Ukrajna (UKR)       | 226      | Olena Cserevatova        |          |          |          |          | QF           |
| 3.       | 4.    | Spanyolország (ESP) | 85       | Isabel Garcia            | 48,04    | (4)      | 1:34,525 | (3)      | QF           |
| 3.       | 4.    | Spanyolország (ESP) | 83       | Beatriz Manchon          |          |          | 46,485   | (3)      | QF           |
| 3.       | 4.    | Spanyolország (ESP) | 74       | Jana Smidakova           | 2,05     |          | 2,576    |          | QF           |
| 3.       | 4.    | Spanyolország (ESP) | 84       | Teresa Portela           |          |          |          |          | QF           |
| 4.       | 7.    | Japán (JPN)         | 144      | Kitamoto Sinobu          | 47,66    | (3)      | 1:36,873 | (4)      | QS           |
| 4.       | 7.    | Japán (JPN)         | 145      | Szuzuki Jumiko           |          |          | 49,213   | (5)      | QS           |
| 4.       | 7.    | Japán (JPN)         | 146      | Takeja Mikiko            | 1,67     |          | 4,924    |          | QS           |
| 4.       | 7.    | Japán (JPN)         | 147      | Adacsi Miho              |          |          |          |          | QS           |
| 5.       | 6.    | Kanada (CAN)        | 36       | Karen Furneaux           | 50,77    | (5)      | 1:36,877 | (5)      | QS           |
| 5.       | 6.    | Kanada (CAN)        | 37       | Carrie Lightbound        |          |          | 46,107   | (2)      | QS           |
| 5.       | 6.    | Kanada (CAN)        | 38       | Kamini Jain              | 4,78     |          | 4,928    |          | QS           |
| 5.       | 6.    | Kanada (CAN)        | 39       | Jillian D'Alessio        |          |          |          |          | QS           |

| Hivatalos személyek | Hivatalos személyek       | Hivatalos személyek | Hivatalos személyek    |
| ------------------- | ------------------------- | ------------------- | ---------------------- |
| Versenyigazgató:    | Frank Garner (kanadai)    | Pályabíró:          | Peter Bland (brit)     |
| Indítóbíró:         | Jean Louis Oyon (francia) | Pályabíró:          | Rafal Piszcz (lengyel) |
|                     |                           | Vezető célbíró:     | Onorato Lanza (olasz)  |

| Időjárási viszonyok  | Időjárási viszonyok | Időjárási viszonyok | Időjárási viszonyok | Időjárási viszonyok | Időjárási viszonyok |
| -------------------- | ------------------- | ------------------- | ------------------- | ------------------- | ------------------- |
| Levegő hőmérséklete: | 25,0 °C             | Szélerősség:        | 4,3 / 2,8 m/s       | Szélirány:          |                     |
| Víz hőmérséklete:    | 27,5 °C             | Körülmények:        | napos               | Szélirány:          |                     |
| Páratartalom:        | 50,0%               |                     |                     | Szélirány:          |                     |

### Középfutam
A középfutam első három helyezettje a döntőbe jutott, az utolsó helyezett pedig kiesett.
| Helyezés | Pálya | Nemzet                 | Rajtszám | Név               | Eredmény | Eredmény | Eredmény | Eredmény | Kvalifikáció |
| Helyezés | Pálya | Nemzet                 | Rajtszám | Név               | 250m     | 250m     | 500m     | 500m     | Kvalifikáció |
| -------- | ----- | ---------------------- | -------- | ----------------- | -------- | -------- | -------- | -------- | ------------ |
| 1.       | 5.    | Ausztrália (AUS)       | 5        | Chantal Meek      | 45,81    | (1)      | 1:33,977 | (1)      | QF           |
| 1.       | 5.    | Ausztrália (AUS)       | 6        | Amanda Rankin     |          |          | 48,167   | (1)      | QF           |
| 1.       | 5.    | Ausztrália (AUS)       | 7        | Kate Barclay      |          |          |          |          | QF           |
| 1.       | 5.    | Ausztrália (AUS)       | 8        | Lisa Oldenhof     |          |          |          |          | QF           |
| 2.       | 4.    | Japán (JPN)            | 144      | Kitamoto Sinobu   | 46,99    | (3)      | 1:35,493 | (2)      | QF           |
| 2.       | 4.    | Japán (JPN)            | 145      | Szuzuki Jumiko    |          |          | 48,503   | (2)      | QF           |
| 2.       | 4.    | Japán (JPN)            | 146      | Takeja Mikiko     | 1,18     |          | 1,516    |          | QF           |
| 2.       | 4.    | Japán (JPN)            | 147      | Adacsi Miho       |          |          |          |          | QF           |
| 3.       | 3.    | Kanada (CAN)           | 36       | Karen Furneaux    | 47,08    | (4)      | 1:35,645 | (3)      | QF           |
| 3.       | 3.    | Kanada (CAN)           | 37       | Carrie Lightbound |          |          | 48,565   | (3)      | QF           |
| 3.       | 3.    | Kanada (CAN)           | 38       | Kamini Jain       | 1,27     |          | 1,668    |          | QF           |
| 3.       | 3.    | Kanada (CAN)           | 39       | Jillian D'Alessio |          |          |          |          | QF           |
| 4.       | 6.    | Egyesült Államok (USA) | 238      | Carrie Johnson    | 46,78    | (2)      | 1:35,869 | (4)      | X            |
| 4.       | 6.    | Egyesült Államok (USA) | 229      | Kathryn Colin     |          |          | 49,089   | (4)      | X            |
| 4.       | 6.    | Egyesült Államok (USA) | 230      | Lauren Spalding   | 0,97     |          | 1,892    |          | X            |
| 4.       | 6.    | Egyesült Államok (USA) | 231      | Marie Mijalis     |          |          |          |          | X            |

| Hivatalos személyek | Hivatalos személyek       | Hivatalos személyek | Hivatalos személyek       |
| ------------------- | ------------------------- | ------------------- | ------------------------- |
| Versenyigazgató:    | Frank Garner (kanadai)    | Pályabíró:          | Cecilia Farias (argentin) |
| Indítóbíró:         | Jean Louis Oyon (francia) | Pályabíró:          | Miroslav Haviar (szlovák) |
|                     |                           | Vezető célbíró:     | Onorato Lanza (olasz)     |

| Időjárási viszonyok  | Időjárási viszonyok | Időjárási viszonyok | Időjárási viszonyok | Időjárási viszonyok | Időjárási viszonyok |
| -------------------- | ------------------- | ------------------- | ------------------- | ------------------- | ------------------- |
| Levegő hőmérséklete: | 25,0 °C             | Szélerősség:        | 6,8 / 4,3 m/s       | Szélirány:          |                     |
| Víz hőmérséklete:    | 27,5 °C             | Körülmények:        | napos               | Szélirány:          |                     |
| Páratartalom:        | 53,0%               |                     |                     | Szélirány:          |                     |

### Döntő
| Helyezés | Pálya | Nemzet              | Rajtszám          | Név                      | Eredmény | Eredmény | Eredmény | Eredmény |
| Helyezés | Pálya | Nemzet              | Rajtszám          | Név                      | 250m     | 250m     | 500m     | 500m     |
| -------- | ----- | ------------------- | ----------------- | ------------------------ | -------- | -------- | -------- | -------- |
|          | 5.    | Németország (GER)   | 110               | Birgit Fischer           | 46,00    | (2)      | 1:34,340 | (1)      |
| 112      | 5.    | Németország (GER)   | Maike Nollen      |                          |          | 48,340   | (1)      |          |
| 115      | 5.    | Németország (GER)   | Katrin Wagner     | 0,30                     |          |          |          |          |
| 111      | 5.    | Németország (GER)   | Carolin Leonhardt |                          |          |          |          |          |
|          | 3.    | Magyarország (HUN)  | 127               | Kovács Katalin           | 45,70    | (1)      | 1:34,536 | (2)      |
| 128      | 3.    | Magyarország (HUN)  | Szabó Szilvia     |                          |          | 48,836   | (2)      |          |
| 129      | 3.    | Magyarország (HUN)  | Viski Erzsébet    |                          |          | 0,196    |          |          |
| 130      | 3.    | Magyarország (HUN)  | Bóta Kinga        |                          |          |          |          |          |
|          | 6.    | Ukrajna (UKR)       | 223               | Inna Oszipenko-Radomszka | 47,10    | (3)      | 1:36,192 | (3)      |
| 224      | 6.    | Ukrajna (UKR)       | Tetyana Szemikina |                          |          | 49,092   | (4)      |          |
| 225      | 6.    | Ukrajna (UKR)       | Hanna Balabanova  | 1,40                     |          | 1,852    |          |          |
| 226      | 6.    | Ukrajna (UKR)       | Olena Cserevatova |                          |          |          |          |          |
| 4.       | 4.    | Lengyelország (POL) | 163               | Karolina Sadalska        | 47,32    | (4)      | 1:36,376 | (4)      |
| 4.       | 4.    | Lengyelország (POL) | 164               | Joanna Skowroń           |          |          | 49,056   | (3)      |
| 4.       | 4.    | Lengyelország (POL) | 165               | Małgorzata Czajczyńska   | 1,62     |          | 2,036    |          |
| 4.       | 4.    | Lengyelország (POL) | 166               | Aneta Białkowska         |          |          |          |          |
| 5.       | 2.    | Spanyolország (ESP) | 85                | Isabel Garcia            | 47,53    | (5)      | 1:37,908 | (5)      |
| 5.       | 2.    | Spanyolország (ESP) | 83                | Beatriz Manchon          |          |          | 50,378   | (8)      |
| 5.       | 2.    | Spanyolország (ESP) | 74                | Jana Smidakova           | 1,83     |          | 3,568    |          |
| 5.       | 2.    | Spanyolország (ESP) | 84                | Teresa Portela           |          |          |          |          |
| 6.       | 8.    | Ausztrália (AUS)    | 5                 | Chantal Meek             | 48,11    | (6)      | 1:38,116 | (6)      |
| 6.       | 8.    | Ausztrália (AUS)    | 6                 | Amanda Rankin            |          |          | 50,006   | (7)      |
| 6.       | 8.    | Ausztrália (AUS)    | 7                 | Kate Barclay             | 2,41     |          | 3,776    |          |
| 6.       | 8.    | Ausztrália (AUS)    | 8                 | Lisa Oldenhof            |          |          |          |          |
| 7.       | 7.    | Kína (CHN)          | 60                | Xu Linbei                | 48,65    | (7)      | 1:38,144 | (7)      |
| 7.       | 7.    | Kína (CHN)          | 57                | Zhong Hongyan            |          |          | 49,494   | (5)      |
| 7.       | 7.    | Kína (CHN)          | 61                | He Jing                  | 2,95     |          | 3,804    |          |
| 7.       | 7.    | Kína (CHN)          | 55                | Gao Yi                   |          |          |          |          |
| 8.       | 9.    | Kanada (CAN)        | 36                | Karen Furneaux           | 50,08    | (9)      | 1:39,952 | (8)      |
| 8.       | 9.    | Kanada (CAN)        | 37                | Carrie Lightbound        |          |          | 49,872   | (6)      |
| 8.       | 9.    | Kanada (CAN)        | 38                | Kamini Jain              | 4,38     |          | 5,612    |          |
| 8.       | 9.    | Kanada (CAN)        | 39                | Jillian D'Alessio        |          |          |          |          |
| 9.       | 1.    | Japán (JPN)         | 144               | Kitamoto Sinobu          | 48,90    | (8)      | 1:40,188 | (9)      |
| 9.       | 1.    | Japán (JPN)         | 145               | Szuzuki Jumiko           |          |          | 51,288   | (9)      |
| 9.       | 1.    | Japán (JPN)         | 146               | Takeja Mikiko            | 3,20     |          | 5,848    |          |
| 9.       | 1.    | Japán (JPN)         | 147               | Adacsi Miho              |          |          |          |          |

| Hivatalos személyek | Hivatalos személyek       | Hivatalos személyek | Hivatalos személyek       |
| ------------------- | ------------------------- | ------------------- | ------------------------- |
| Versenyigazgató:    | Frank Garner (kanadai)    | Pályabíró:          | Cecilia Farias (argentin) |
| Indítóbíró:         | Jean Louis Oyon (francia) | Pályabíró:          | Miroslav Haviar (szlovák) |
|                     |                           | Vezető célbíró:     | Onorato Lanza (olasz)     |

| Időjárási viszonyok  | Időjárási viszonyok | Időjárási viszonyok | Időjárási viszonyok | Időjárási viszonyok | Időjárási viszonyok |
| -------------------- | ------------------- | ------------------- | ------------------- | ------------------- | ------------------- |
| Levegő hőmérséklete: | 21,0 °C             | Szélerősség:        | 2,5 / 1,5 m/s       | Szélirány:          |                     |
| Víz hőmérséklete:    | 26,0 °C             | Körülmények:        | napos               | Szélirány:          |                     |
| Páratartalom:        | 70,0%               |                     |                     | Szélirány:          |                     |